# Kolonialdistrikt Sukkertoppen

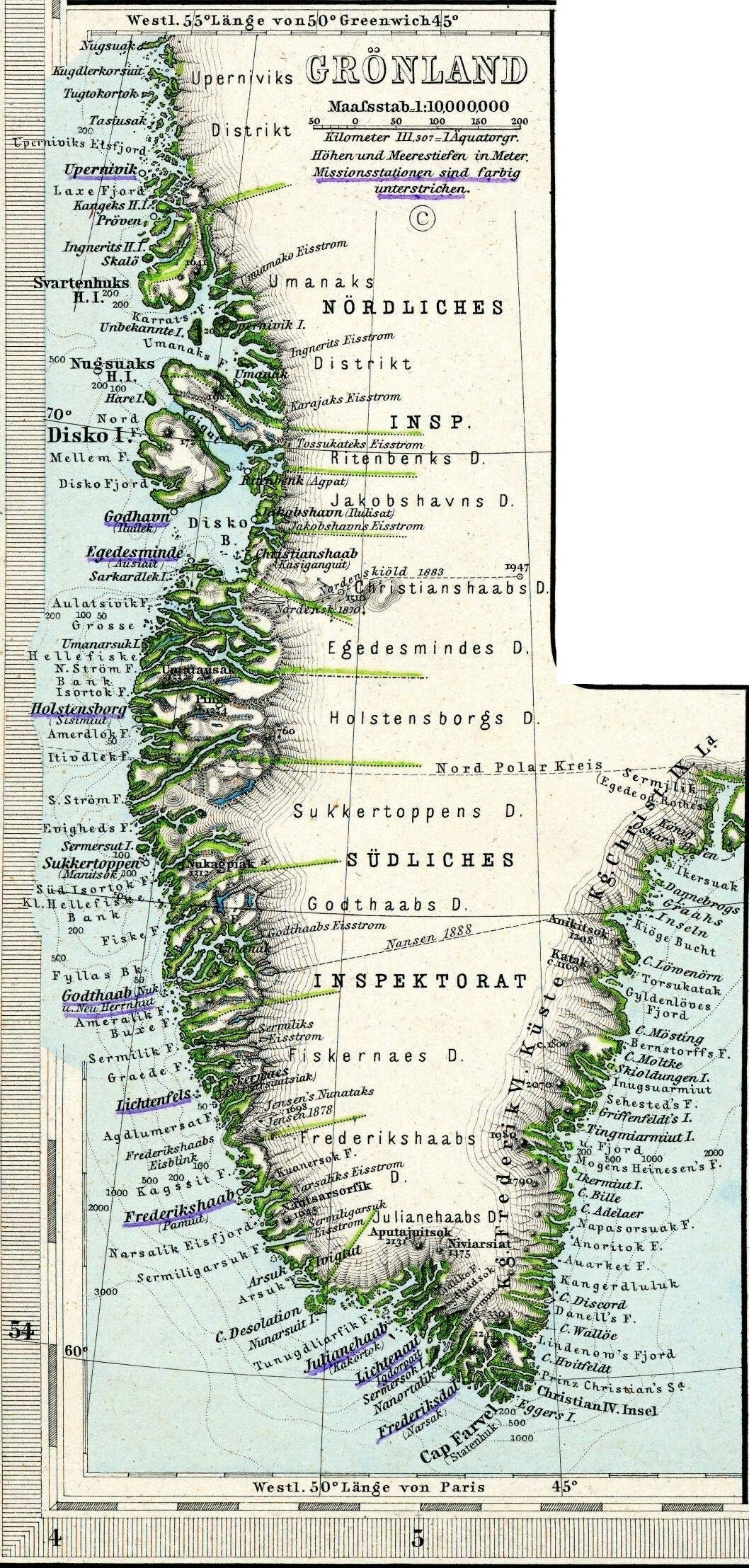
Ausschnitt aus einem Atlasblatt im Stielers Handatlas

Der Kolonialdistrikt Sukkertoppen war ein Kolonialdistrikt in Grönland. Er bestand von 1755 bis 1950.

## Lage
Der Kolonialdistrikt Sukkertoppen grenzte im Norden getrennt durch den Kangerlussuaq an den Kolonialdistrikt Holsteinsborg. Im Süden verlief die Grenze an der Halbinsel Akia, südlich der der Kolonialdistrikt Godthaab lag.

## Geschichte

### Vor der Kolonialzeit
Das Distriktgebiet wurde im 17. Jahrhundert von holländischen, englischen und hamburgischen Walfängern angefahren. 1691 verbot der dänische König Christian V. den Hansestädten den Handel in Grönland, nahm das Verbot im Folgejahr zurück und verlangte stattdessen Schiffszoll. Nachdem die Holländer den Grönländern gegenüber häufig gewalttätig waren, verboten die Generalstaaten 1720 dieses Verhalten. Stattdessen begannen die Engländer die Grönländer auszurauben und ihre Wohnplätze anzuzünden. Im 18. Jahrhundert waren vor allem die Wohnplätze Kangaamiut, Narsarmiut, Napasoq, Uummannaq, Saattormiut und Kangerluarsuk stärker bewohnt.
1725 wollte Hans Egede eine Kolonie am Fjord Ammassivik bei Atammik anlegen, aber ein Schiff mit Material sank und eine Mückenplage vertrieb die Menschen, sodass der Distrikt vorerst unkolonialisiert blieb.

### 18. Jahrhundert
1755 gründete Anders Olsen die Kolonie Sukkertoppen in Kangaamiut. 1781 wurde Sukkertoppen nach Maniitsoq versetzt, weil der Ort angeblich gut zum Walfang geeignet war, was sich schnell als Irrtum herausstellte.
In den ersten Jahren war Berthel Laersen ein bedeutender Missionar in der Kolonie und durch ihn waren bis 1775 schon 260 Grönländer getauft worden. In den 1780er Jahren wurde vergleichsweise früh der letzte heidnische Grönländer zum Christentum bekehrt. Später spielte die Mission keine bedeutende Rolle mehr in der Geschichte des Kolonialdistrikts, weil dieser ab 1792 Teil des Missionariats der Kolonie Holsteinsborg war.
Um 1790 entstand im Distrikt die Habakuk-Bewegung, bei der sich der Grönländer Habakuk und seine Frau Maria Magdalena als Propheten ausgaben und so fast die gesamte Bevölkerung der Gegend um sich versammeln konnten, ohne dass es den Dänen gelang einzuschreiten. Erst Frederik Berthelsen, der Sohn Berthel Laersens, konnte die Bewegung auflösen.

### 19. Jahrhundert
Ab etwa 1800 war der Kolonialdistrikt Maniitsoq der erfolgreichste, die Kolonie die größte Grönlands. 1787 hatte der Kolonialdistrikt 298 Einwohner. In den 1820er Jahren waren es 393, zehn Jahre später 504, weitere zehn Jahre später schon 662 Einwohner. Bis 1918 stieg die Einwohnerzahl auf 1158 Personen an.
1833 wurde bei Napasoq eine private Handelsstation, die wegen Ausbeutung der Bevölkerung 1842 verstaatlicht wurde. Die Bewohner erholten sich aber kaum und 1856/57 starb ein großer Teil der Bevölkerung während einer Hungersnot.
1877 wurde das Distriktgebiet etwas vergrößert, indem der Udsted Atammik vom Kolonialdistrikt Godthaab nach Sukkertoppen überführt wurde.

### 20. Jahrhundert
Die Bewohner im Kolonialdistrikt gehörten schon Anfang des 20. Jahrhunderts zu den genetisch vermischtesten Grönlands. Viele waren so sehr europäischer Abstammung, dass sie blondes Haar, blaue Augen, manche sogar rotes Haar hatten, vor allem in Kangaamiut, Maniitsoq und Napasoq.
Zu Beginn des 20. Jahrhunderts wurde die Kolonie Sitz eines Distriktsarztes, der ab 1914 auch für den Kolonialdistrikt Holsteinsborg zuständig war.
Ab 1911 war der Kolonialdistrikt Sukkertoppen in die vier Gemeinden Kangâmiut, Sukkertoppen, Napassoĸ und Atangmik unterteilt. Diesen Gemeinden waren im Jahr 1918 insgesamt sieben Wohnplätze untergeordnet. Bei der Verwaltungsreform 1950 wurde der Kolonialdistrikt zur Gemeinde Maniitsoq.

## Orte
Folgende Orte lagen im Kolonialdistrikt Sukkertoppen:
- Appamiut
- Atammik
- Ikerasak
- Ikkamiut
- Illussaat
- Kangaamiut
- Kangerluarsuk
- Kangerlussuatsiaq
- Maniitsoq
- Maniitsoq
- Napasoq
- Narsarmiut
- Qeqertaq
- Timerliit